# Талоркан I
Талоркан I (Талоркан мак Энфрет, Талорган I; гэльск. Talorcan mac Enfret; умер в 657) — король пиктов в 653—657 годах.

## Биография
Талоркан был сыном короля Берниции Энфрита. В 653 году, после смерти Талорка III, он стал королём пиктов, благодаря тому, что его мать была дочерью Гвида, сына Бруде I. В 654 году он победил и убил короля Дал Риады Дунхада I. Возможно, это была традиция «первого похода», чтобы отметить начало правления нового короля. Талоркан являлся племянником Освиу, который обложил данью пиктов.